# Carl Wehner

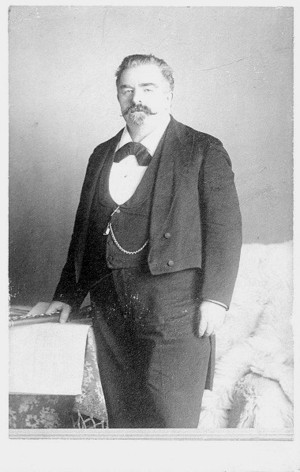
Carl Wehner

Carl Wehner (* 27. Februar 1838 in Würzburg; † 27. März 1912 in New York City) war ein deutscher Flötist und Komponist.

## Leben
Wehner lernte das Flötespielen bei Caspar Röder in Würzburg und spielte im dortigen Theaterorchester. 1856 ging er nach München, um mit Unterstützung von Freunden und Gönnern am Konservatorium bei Theobald Böhm zu studieren.
1867 ging Wehner nach St. Petersburg und wurde Solist des Mariinski-Theater-Orchesters mit Cesare Ciardi als Kollegen. Auch gab er Unterricht und führte dort das Böhm-System für Flöten ein. 1884 verließ er wieder St. Petersburg.
1885 wurde Wehner in Hannover Solist des Orchesters des Königlichen Theaters. Bald ging er in die USA, wo er schnell der führende Flötist wurde. Von 1886 bis 1902 war Wehner Solist der New Yorker Philharmoniker, der New York Symphony Society und der Metropolitan Opera.
Wehner spielte die Holzflöte mit Böhm-Mechanik und „hasste“ die Metallflöte. Als 1905 der französische Flötist Georges Barrère in New York City mit der zeitgenössischen silbernen Flöte auftrat, verlor Wehner seine Reputation als bester Flötist und Flötenlehrer. 1909 wurden Wehner und Leonardo De Lorenzo enge Freunde. Wehner komponierte Etüden für Flöte, den Canto Elegiaco und 12 Übungen für die schnelle Entwicklung der Technik.